# Deutsche Cadre-71/2-Meisterschaft 2010/11

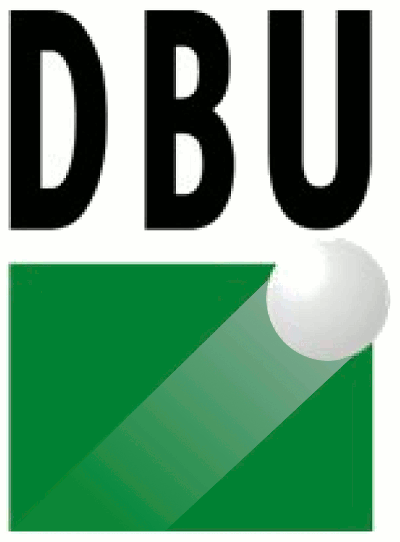
Verbandslogo: DBU

Die Deutsche Cadre-71/2-Meisterschaft 2010/11 ist eine Billard-Turnierserie und fand vom 25. bis zum 26. Oktober 2010 in Bad Wildungen zum 61. Mal statt.

## Geschichte
Nach einer Niederlage gegen Sven Daske in der Gruppenphase zeigte der Bochumer Thomas Nockemann wieder einmal seine Extraklasse im Cadre 71/2. In der K.o.-Phase gab es zwei klare Siege gegen Carsten Lässig und Wolfgang Zenkner. Damit sicherte sich Nockemann bereits seinen zehnten deutschen Meistertitel in seiner Spezialdisziplin. Titelverteidiger Thomas Wildförster shied bereits in der Gruppenphase mit nur mäßigen Leistungen aus.

## Modus
Gespielt wurden zwei Vorrundengruppen bis 150 Punkte. Die beiden Gruppenbesten spielten dann im K.-o.-System den Sieger aus. Platz drei wurde nicht mehr ausgespielt.
Die Endplatzierung ergab sich aus folgenden Kriterien:
1. Matchpunkte
2. Generaldurchschnitt (GD)
3. Bester Einzeldurchschnitt (BED)
4. Höchstserie (HS)

## Teilnehmer (alphabetisch)
1. Thomas Wildförster (BC Hilden) (Titelverteidiger)
2. Sven Daske (BC Schiffweiler)
3. Carsten Lässig (BG Coesfeld)
4. Uwe Matuszak (BF Königshof)
5. Thomas Nockemann (DBC Bochum)
6. Arnd Riedel (BC Wedel)
7. Dieter Steinberger (BC Kempten)
8. Wolfgang Zenkner (BC München)

## Turnierverlauf

### Gruppenphase
| MP    | Match Points (Sieger = 2; Unentschieden = 1; Verlierer = 0) |
| Pkte. | Erzielte Karambolagen                                       |
| Aufn. | Benötigte Versuche                                          |
| GD    | Generaldurchschnitt                                         |
| BED   | Bester Einzeldurchschnitt eines Spielers                    |
| HS    | Höchstserie                                                 |
|       | Bester GD des Turniers                                      |
|       | Bester ED des Turniers                                      |
|       | Beste HS des Turniers                                       |
|       | 1. Platz (Gold)                                             |
|       | 2. Platz (Silber)                                           |
|       | 3. Platz (Bronze)                                           |

| Platz                      | Name               | MP  | Pkte. | Aufn. | GD    | BED   | HS |
| -------------------------- | ------------------ | --- | ----- | ----- | ----- | ----- | -- |
| 1                          | Carsten Lässig     | 6:0 | 450   | 24    | 18,75 | 75,00 | 73 |
| 2                          | Wolfgang Zenkner   | 4:2 | 431   | 21    | 20,52 | 50,00 | 83 |
| 3                          | Thomas Wildförster | 2:4 | 254   | 29    | 8,75  | 10,71 | 63 |
| 4                          | Arnd Riedel        | 0:6 | 299   | 24    | 12,45 | –     | 66 |
| Gruppendurchschnitt: 14,63 |                    |     |       |       |       |       |    |

| Platz                      | Name               | MP  | Pkte. | Aufn. | GD    | BED   | HS  |
| -------------------------- | ------------------ | --- | ----- | ----- | ----- | ----- | --- |
| 1                          | Sven Daske         | 6:0 | 450   | 22    | 20,45 | 50,00 | 79  |
| 2                          | Th. Nockemann      | 4:2 | 407   | 16    | 25,43 | 50,00 | 147 |
| 3                          | Dieter Steinberger | 2:4 | 358   | 20    | 17,90 | 18,75 | 62  |
| 4                          | Uwe Matuszak       | 0:6 | 97    | 14    | 6,92  | –     | 24  |
| Gruppendurchschnitt: 18,22 |                    |     |       |       |       |       |     |

## Finalrunde
| Halbfinale       |     |     |   |       |       |     |
| Sven Daske       | 0:2 | 135 | 6 | 22,50 | –     | 81  |
| Wolfgang Zenkner | 2:0 | 150 | 6 | 25,00 | 25,00 | 104 |
| Carsten Lässig   | 0:2 | 97  | 5 | 19,40 | –     | 43  |
| Thomas Nockemann | 2:0 | 150 | 5 | 30,00 | 30,00 | 53  |
| Finale           |     |     |   |       |       |     |
| Wolfgang Zenkner | 0:2 | 21  | 3 | 7,00  | –     | 20  |
| Thomas Nockemann | 2:0 | 150 | 3 | 50,00 | 50,00 | 144 |

## Abschlusstabelle
| Klassement                 | Klassement | Klassement         | Klassement | Klassement | Klassement | Klassement | Klassement | Klassement | Klassement |
| Phase                      | Platz      | Name               | MP         | Pkte.      | Aufn.      | GD         | BED        | HS         |            |
| -------------------------- | ---------- | ------------------ | ---------- | ---------- | ---------- | ---------- | ---------- | ---------- | ---------- |
| Finale                     | 1          | Thomas Nockemann   | 8:2        | 707        | 24         | 29,45      | 50,00      | 147        |            |
| Finale                     | 2          | Wolfgang Zenkner   | 6:4        | 602        | 30         | 20,06      | 50,00      | 104        |            |
| Halb- finale               | 3          | Sven Daske         | 6:2        | 585        | 28         | 20,89      | 50,00      | 81         |            |
| Halb- finale               | 3          | Carsten Lässig     | 6:2        | 547        | 29         | 18,86      | 75,00      | 73         |            |
| Gruppen- phase             | 5          | Dieter Steinberger | 2:4        | 358        | 20         | 17,90      | 18,75      | 62         |            |
| Gruppen- phase             | 6          | Thomas Wildförster | 2:4        | 254        | 29         | 8,75       | 10,71      | 63         |            |
| Gruppen- phase             | 7          | Arnd Riedel        | 0:6        | 299        | 24         | 12,45      | –          | 66         |            |
| Gruppen- phase             | 8          | Uwe Matuszak       | 0:6        | 97         | 14         | 6,92       | –          | 24         |            |
| Turnierdurchschnitt: 17,41 |            |                    |            |            |            |            |            |            |            |